# Bombardioidea anartia
Bombardioidea anartia är en svampart som beskrevs av J.C. Krug & J.A. Scott 1994. Bombardioidea anartia ingår i släktet Bombardioidea och familjen Lasiosphaeriaceae.   Inga underarter finns listade i Catalogue of Life.